# South Chicago Heights
South Chicago Heights és una vila dels Estats Units a l'estat d'Illinois. Segons el cens del 2000 tenia 3.970 habitants.

## Demografia
Segons el cens del 2000, South Chicago Heights tenia 3.970 habitants, 1.570 habitatges, i 1.026 famílies. La densitat de població era de 995,3 habitants/km².
Dels 1.570 habitatges en un 27,3% hi vivien nens de menys de 18 anys, en un 48,7% hi vivien parelles casades, en un 11,5% dones solteres, i en un 34,6% no eren unitats familiars. En el 29,2% dels habitatges hi vivien persones soles el 12,1% de les quals corresponia a persones de 65 anys o més que vivien soles. El nombre mitjà de persones vivint en cada habitatge era de 2,46 i el nombre mitjà de persones que vivien en cada família era de 3,05.
Per edats la població es repartia de la següent manera: un 22% tenia menys de 18 anys, un 8,3% entre 18 i 24, un 30,9% entre 25 i 44, un 21,1% de 45 a 60 i un 17,6% 65 anys o més.
L'edat mediana era de 38 anys. Per cada 100 dones de 18 o més anys hi havia 95,5 homes.
La renda mediana per habitatge era de 39.639 $ i la renda mediana per família de 49.279 $. Els homes tenien una renda mediana de 37.078 $ mentre que les dones 25.919 $. La renda per capita de la població era de 18.179 $. Aproximadament el 3,2% de les famílies i el 6,7% de la població estaven per davall del llindar de pobresa.

## Poblacions properes
El següent diagrama mostra les poblacions més properes.